# Carl Anton Saabye
Carl Anton Saabye (* 26. August 1807 in Kopenhagen; † 25. April 1878 ebenda) war ein dänischer Landschaftsmaler.

## Leben

Nørre Vosborg am Nissum Fjord, 1848

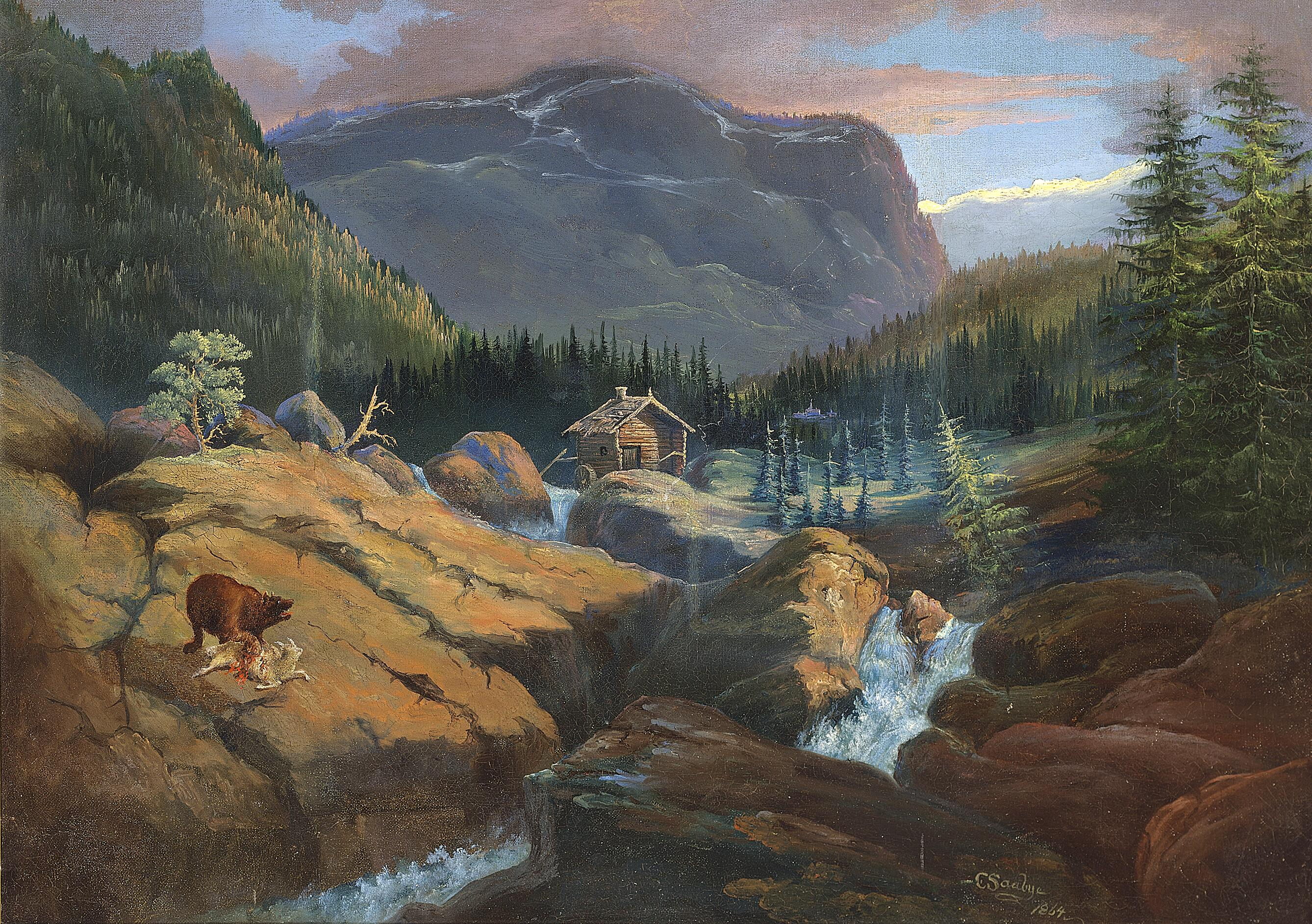
Ansicht von Hallingdalen in Norwegen, 1864

Saabye war der Sohn des Grundbesitzers Andreas Saabye und dessen Ehefrau Caroline Holm. Zwischen 1822 und 1833 studierte er Malerei an der Königlich Dänischen Kunstakademie in Kopenhagen. Dort waren Christian August Lorentzen und Christoffer Wilhelm Eckersberg seine Lehrer. Im Unterschied zu Eckersbergs bekannten anderen Schülern wandte sich Saabye Vorbildern außerhalb Dänemarks zu, insbesondere jener Landschaftsmalerei, die er nach 1841 bei Aufenthalten in Düsseldorf, Dresden und München kennenlernte. Ihn inspirierte vor allem die Malerei von Thomas Fearnley und die der Norwegischen Nationalromantik, wie sie in Düsseldorf von Hans Fredrik Gude entwickelt wurde. In den 1840er Jahren und bis etwa 1851 unternahm er mehrere Reisen nach Norwegen. Die dabei aufgenommenen Landschaften zeigte er in Ausstellungen auf Schloss Charlottenborg. Sie wurden von Adolph Tidemand gelobt. Mitte der 1840er Jahre lebte Saabye in Christiania und verkehrte im Kunstverein der Stadt. In dieser Zeit war Gustav Adolph Mordt sein Schüler. Friedrich VII. von Dänemark erwarb mehrere Gemälde Saabyes. Gleichwohl erlangte Saabyes Werk, das im Wesentlichen auf Bergmotive und norwegische Landschaften begrenzt blieb, kaum größere Popularität.